# Port lotniczy Massawa
Port lotniczy Massawa (IATA: MSW, ICAO: HHMS) – międzynarodowy port lotniczy położony w Massawie. Jest drugim co do wielkości portem lotniczym w Erytrei.